# L'invincibile dello Utah
L'invincibile dello Utah (The Man from Utah) è un film del 1934 diretto da Robert N. Bradbury.
È un film western statunitense con John Wayne, Polly Ann Young e Anita Campillo. È ambientato nel mondo dei rodeo.

## Produzione
Il film, diretto da Robert N. Bradbury su una sceneggiatura e un soggetto di Lindsley Parsons, fu prodotto da Paul Malvern per la Lone Star Productions e la Monogram Pictures e girato nelle Alabama Hills e sull'Owens River a Lone Pine in California.

## Distribuzione
Il film fu distribuito con il titolo The Man from Utah negli Stati Uniti dal 15 maggio 1934 al cinema dalla Monogram Pictures.
Alcune delle uscite internazionali sono state:
- in Danimarca l'11 febbraio 1935 (Manden fra Utah)
- nel Regno Unito nel maggio del 1935
- in Brasile (O Homem de Utah)
- in Portogallo (O Homem de Utah o Fronteira Sem Lei)
- in Spagna (El hombre de Utah)
- in Francia (L'homme de l'Utah o La loi du Rodéo)
- in Germania (Rodeo)
- in Italia (L'invincibile dello Utah)

## Promozione
Le tagline sono:
- "WHIRLING ROPES AND SNARLING GUNS IN THE GALLOPING GRIP OF A GLAMOROUS DRAMA!".
- "Action on the Range and in the Rodeo".
- "FRAMED BY A GANG of Murderig Thieves!" (poster della locandina di una redistribuzione del 1939).